# Latisha Chan
Latisha Chan, do roku 2018 hrající pod občanským jménem Čan Jung-žan, (čínsky pchin-jinem Zhān Yǒngrán, znaky 詹詠然; * 17. srpna 1989 Tung-š’) je tchajwanská profesionální tenistka, deblová specialistka a bývalá světová jednička ve čtyřhře žen, když ve dvou obdobích mezi sezónami 2017–2018 na vrcholu strávila 34 týdnů. První hráčkou se stala jako druhá Tchajwanka po Sie Šu-wej a třicátá šestá tenistka od zavedení klasifikace v roce 1984. Čelo také částečně sdílela s Martinou Hingisovou, čímž vytvořily 12. dvojici na vrcholu klasifikace.
Ve své dosavadní kariéře na okruhu WTA Tour vyhrála třicet tři turnajů ve čtyřhře. V rámci série WTA 125 zvítězila ve dvou čtyřhrách a na okruhu ITF sedmnáct titulů ve dvouhře a osmnáct ve čtyřhře.
Osmkrát si zahrála o titul na Grand Slamu, když v sezóně 2007 s krajankou Čuang Ťia-žung odešla poražena z finále Australian Open a US Open. Ve finále ženské čtyřhry Australian Open 2015 opět prohrála v páru s Čeng Ťie. Na Australian Open 2011 pak ve finále smíšené čtyřhry nestačila s Australanem Paulem Hanleym na dvojici Katarina Srebotniková a Daniel Nestor. Titulu se dočkala až na US Open 2017, kde triumfovala po boku Švýcarky a stabilní partnerky Martiny Hingisové. Tři trofeje přidala s Chorvatem Ivanem Dodigem ze smíšených čtyřher na French Open 2018 a 2019, rovněž tak z Wimbledonu 2019. V lednu a únoru 2018 byla její spoluhráčkou Češka Andrea Sestini Hlaváčková.
Na žebříčku WTA byla ve dvouhře nejvýše klasifikována v červnu 2007 na 50. místě a ve čtyřhře pak v říjnu 2017 na 1. místě. Trénuje ji otec Čan Juan-Ljang.
V tchajwanském fedcupovém týmu debutovala v roce 2006 jako 16letá utkáním dvouhry zóny Asie a Oceánie proti Novému Zélandu, v němž porazila Leannu Bakerovou výsledkem 6–1 a 6–0. Tchajwanky v sérii zvítězily celkově 2:0 na zápasy. Do dubna 2021 v soutěži nastoupila k dvaceti osmi mezistátním utkáním s bilancí 4–8 ve dvouhře a 14–6 ve čtyřhře.

## Tenisová kariéra
V sezóně 2004 vyhrála spolu se Sun Šeng-nan juniorku čtyřhry na Australian Open. V roce 2006 získala zlatou medaili v soutěži družstev na Asijských hrách v katarském Dauhá a stříbrnou ve čtyřhře. Roku 2010 přidala další tři kovy z Asijských her v čínském Kantonu, a to zlaté medaile v ženské a smíšené čtyřhře a stříbro v týmech.
Na US Open 2010 se s Číňankou Čeng Ťie probojovaly jako sedmé nasazené do semifinále debla, v němž podlehly turnajovým dvojkám Liezel Huberové a Naděždě Petrovové ve dvou setech. Mezi poslední čtyři páry grandslamu se dostala také v mixu na Wimbledonu 2011, kde s Paulem Hanleym podlehli čtvrté nasazené dvojici Maheš Bhúpatí a Jelena Vesninová.
Tchaj-wan reprezentovala na Letních olympijských her 2008 v Pekingu, kde v ženské čtyřhře byly s Čuang Ťia-žung nasazeny jako turnajové trojky. Vypadly ve druhém kole s italskou dvojicí Flavia Pennettaová a Francesca Schiavoneová po třísetové bitvě, když v rozhodující sadě prohrály 6–8.
Zúčastnila se také Her XXXI. letní olympiády v Riu de Janeiru, kde v ženské čtyřhře vytvořila se sestrou Čan Chao-čching třetí nasazený pár. Po výhře nad Britkami Heather Watsonovou a Johannou Kontaovou postoupily do čtvrtfinále. V něm nestačily na pozdější stříbrné olympijské medailistky Timeu Bacsinszkou s Martinou Hingisovou ze Švýcarska.

## Soukromý život
Její mladší sestrou je profesionální tenistka Čan Chao-čching, s níž také nastupuje do deblových soutěží.

## Finále na Grand Slamu

### Ženská čtyřhra: 4 (1–3)
| Stav       | Rok  | Turnaj              | Povrch | Spoluhráčka       | Soupeřky ve finále                         | Výsledek           |
| ---------- | ---- | ------------------- | ------ | ----------------- | ------------------------------------------ | ------------------ |
| Finalistka | 2007 | Australian Open     | tvrdý  | Čuang Ťia-žung    | Cara Blacková Liezel Huberová              | 4–6, 7–6(7–4), 1–6 |
| Finalistka | 2007 | US Open             | tvrdý  | Čuang Ťia-žung    | Nathalie Dechyová Dinara Safinová          | 6–4, 6–2           |
| Finalistka | 2015 | Australian Open (2) | tvrdý  | Čeng Ťie          | Bethanie Matteková-Sandsová Lucie Šafářová | 4–6, 6–7(5–7)      |
| Vítězka    | 2017 | US Open             | tvrdý  | Martina Hingisová | Lucie Hradecká Kateřina Siniaková          | 6–3, 6–2           |

### Smíšená čtyřhra: 4 (3–1)
| Stav       | Rok  | Turnaj          | Povrch | Spoluhráč   | Soupeři ve finále                   | Výsledek              |
| ---------- | ---- | --------------- | ------ | ----------- | ----------------------------------- | --------------------- |
| Finalistka | 2011 | Australian Open | tvrdý  | Paul Hanley | Katarina Srebotniková Daniel Nestor | 3–6, 6–3, [7–10]      |
| Vítězka    | 2018 | French Open     | antuka | Ivan Dodig  | Gabriela Dabrowská Mate Pavić       | 6–1, 6–7(5–7), [10–8] |
| Vítězka    | 2019 | French Open     | antuka | Ivan Dodig  | Gabriela Dabrowská Mate Pavić       | 6–1, 7–6(7–5)         |
| Vítězka    | 2019 | Wimbledon       | tráva  | Ivan Dodig  | Jeļena Ostapenková Robert Lindstedt | 6–2, 6–3              |

## Finále na okruhu WTA Tour
| Legenda                                                    |
| ---------------------------------------------------------- |
| D – dvouhra; Č – čtyřhra                                   |
| Grand Slam (1–3 Č)                                         |
| Turnaj mistryň (0)                                         |
| Tier I / Premier Mandatory & Premier 5 / WTA 1000 (9–4 Č)  |
| Tier II / Premier / WTA 500 (7–11 Č)                       |
| Tier III, IV & V / International / WTA 250 (0–1 D; 16–8 Č) |

### Dvouhra: 1 (1–0)
| Stav       | č. | datum          | turnaj           | povrch | soupeř ve finále   | výsledek |
| ---------- | -- | -------------- | ---------------- | ------ | ------------------ | -------- |
| Finalistka | 1. | 14. října 2007 | Bangkok, Thajsko | tvrdý  | Flavia Pennettaová | 1–6, 3–6 |

### Čtyřhra: 57 (33–26)
| Stav       | č.  | datum             | turnaj                                | povrch          | spoluhráčka               | soupeřky ve finále                                        | výsledek                   |
| ---------- | --- | ----------------- | ------------------------------------- | --------------- | ------------------------- | --------------------------------------------------------- | -------------------------- |
| Vítězka    | 1.  | 2. října 2005     | Soul, Jižní Korea                     | tvrdý           | Čuang Ťia-žung            | Jill Craybasová Natalie Grandinová                        | 6–2, 6–4                   |
| Finalistka | 1.  | 8. října 2006     | Tokio, Japonsko                       | tvrdý           | Čuang Ťia-žung            | Vania Kingová Jelena Kostanićová                          | 6–7(2–7), 7–5, 2–6         |
| Finalistka | 2.  | 27. ledna 2007    | Australian Open, Melbourne, Austrálie | tvrdý           | Čuang Ťia-žung            | Cara Blacková Liezel Huberová                             | 4–6, 7–6(7–4), 1–6         |
| Finalistka | 3.  | 11. února 2007    | Pattaya, Thajsko                      | tvrdý           | Čuang Ťia-žung            | Nicole Prattová Mara Santangelová                         | 4–6, 6–7(4–7)              |
| Vítězka    | 2.  | 18. února 2007    | Bengalúru, Indie                      | tvrdý           | Čuang Ťia-žung            | Sie Šu-wej Alla Kudrjavcevová                             | 6–7(4–7), 6–2, [11–9]      |
| Finalistka | 4.  | 18. března 2007   | Indian Wells, Spojené státy           | tvrdý           | Čuang Ťia-žung            | Lisa Raymondová Samantha Stosurová                        | 3–6, 5–7                   |
| Finalistka | 5.  | 26. května 2007   | Istanbul, Turecko                     | antuka          | Sania Mirzaová            | Urszula Radwańská Agnieszka Radwańská                     | 1–6, 3–6                   |
| Vítězka    | 3.  | 17. června 2007   | Birmingham, Spojené království        | tráva           | Čuang Ťia-žung            | Sun Tchien-tchien Meilen Tuová                            | 7–6(7-3), 6–3              |
| Vítězka    | 4.  | 24. června 2007   | 's-Hertogenbosch, Nizozemsko          | tráva           | Čuang Ťia-žung            | Anabel Medinaová Garriguesová Virginia Ruanová Pascualová | 7–5, 6–2                   |
| Finalistka | 6.  | 9. září 2007      | US Open, New York, Spojené státy      | tvrdý           | Čuang Ťia-žung            | Nathalie Dechyová Dinara Safinová                         | 4–6, 2–6                   |
| Finalistka | 7.  | 7. října 2007     | Stuttgart, Německo                    | tvrdý           | Dinara Safinová           | Květa Peschkeová Rennae Stubbsová                         | 7–6(7-5), 6–7(4-7), [2–10] |
| Vítězka    | 5.  | 10. února 2008    | Pattaya, Thajsko                      | tvrdý           | Čuang Ťia-žung            | Sie Šu-wej Vania Kingová                                  | 6–4, 6–3                   |
| Finalistka | 8.  | 9. března 2008    | Bangalore, Indie                      | tvrdý           | Čuang Ťia-žung            | Pcheng Šuaj Sun Tchien-tchien                             | 4–6, 7–5, [8–10]           |
| Vítězka    | 6.  | 18. května 2008   | Řím, Itálie                           | antuka          | Čuang Ťia-žung            | Iveta Benešová Janette Husárová                           | 7–6(7-5), 6–3              |
| Finalistka | 9.  | 24. května 2008   | Štrasburk, Francie                    | antuka          | Čuang Ťia-žung            | Jen C’ Tatiana Perebijnisová                              | 4–6, 7–6(7-3), [6–10]      |
| Vítězka    | 7.  | 28. července 2008 | Los Angeles, Spojené státy            | tvrdý           | Čuang Ťia-žung            | Eva Hrdinová Vladimíra Uhlířová                           | 2–6, 7–5, [10–4]           |
| Finalistka | 10. | 2. srpna 2009     | Stanford, Spojené státy               | tvrdý           | Monica Niculescuová       | Serena Williamsová Venus Williamsová                      | 4–6, 1–6                   |
| Vítězka    | 8.  | 27. září 2009     | Soul, Jižní Korea                     | tvrdý           | Abigail Spearsová         | Carly Gullicksonová Nicole Krizová                        | 6–3, 6–4                   |
| Finalistka | 11. | 16. ledna 2010    | Hobart, Austrálie                     | tvrdý           | Monica Niculescuová       | Čuang Ťia-žung Květa Peschkeová                           | 6–3, 3–6, [7–10]           |
| Vítězka    | 9.  | 28. února 2010    | Kuala Lumpur, Malajsie                | tvrdý           | Čeng Ťie                  | Anastasia Rodionovová Arina Rodionovová                   | 6–7(4-7), 6–2, [10–7]      |
| Finalistka | 12. | 1. srpna 2010     | Stanford, Spojené státy               | tvrdý           | Čeng Ťie                  | Lindsay Davenportová Liezel Huberová                      | 5–7, 7–6(8-6), [8–10]      |
| Finalistka | 13. | 12. února 2012    | Pattaya, Thajsko (2)                  | tvrdý           | Čan Chao-čching           | Sania Mirzaová Anastasia Rodionovová                      | 6–3, 1–6, [8–10]           |
| Vítězka    | 10. | 5. ledna 2013     | Šen-čen, ČLR                          | tvrdý           | Čan Chao-čching           | Iryna Burjačoková Valerija Solovjovová                    | 6–0, 7–5                   |
| Finalistka | 14. | 6. dubna 2014     | Charleston, Spojené státy             | antuka (zelená) | Čan Chao-čching           | Anabel Medinaová Garriguesová Jaroslava Švedovová         | 6–7(4–7), 2–6              |
| Finalistka | 15. | 20. dubna 2014    | Kuala Lumpur, Malajsie                | tvrdý           | Čeng Saj-saj              | Tímea Babosová Čan Chao-čching                            | 3–6, 4–6                   |
| Vítězka    | 11. | 21. června 2014   | Eastbourne, Spojené království        | tráva           | Čan Chao-čching           | Martina Hingisová Flavia Pennettaová                      | 6–3, 5–7, [10–7]           |
| Finalistka | 16. | 30. ledna 2015    | Australian Open, Melbourne, Austrálie | tvrdý           | Čeng Ťie                  | Bethanie Matteková-Sandsová Lucie Šafářová                | 4–6, 6–7(5–7)              |
| Vítězka    | 12. | 15. února 2015    | Pattaya, Thajsko (2)                  | tvrdý           | Čan Chao-čching           | Šúko Aojamová Tamarine Tanasugarnová                      | 2–6, 6–4, [10–3]           |
| Finalistka | 17. | 27. května 2015   | Eastbourne, Spojené království        | tráva           | Čeng Ťie                  | Caroline Garciaová Katarina Srebotniková                  | 6–7(5–7), 5–6              |
| Vítězka    | 13. | 23. srpna 2015    | Cincinnati, Spojené státy             | tvrdý           | Čan Chao-čching           | Casey Dellacquová Jaroslava Švedovová                     | 7–5, 6–4                   |
| Vítězka    | 14. | 19. září 2015     | Tokio, Japonsko                       | tvrdý           | Čan Chao-čching           | Kurumi Naraová Misaki Doiová                              | 6–1, 6–2                   |
| Finalistka | 18. | 26. září 2015     | Tokio, Japonsko (2)                   | tvrdý           | Čan Chao-čching           | Garbiñe Muguruzaová Carla Suárezová Navarrová             | 5–7, 1–6                   |
| Finalistka | 19. | 10. října 2015    | Peking, Čína                          | tvrdý           | Čan Chao-čching           | Martina Hingisová Sania Mirzaová                          | 7–6(11–9), 1–6, [8–10]     |
| Vítězka    | 15. | 14. února 2016    | Kao-siung, Tchaj-wan                  | tvrdý           | Čan Chao-čching           | Eri Hozumiová Miju Katová                                 | 6–4, 6–3                   |
| Vítězka    | 16. | 27. února 2016    | Dauhá, Katar                          | tvrdý           | Čan Chao-čching           | Sara Erraniová Carla Suárezová Navarrová                  | 6–3, 6–3                   |
| Finalistka | 20. | 25. června 2016   | Eastbourne, Spojené království        | tráva           | Čan Chao-čching           | Darija Juraková Anastasia Rodionovová                     | 7–5, 6–7(4–7), [6–10]      |
| Vítězka    | 17. | 16. října 2016    | Hongkong, Čína                        | tvrdý           | Čan Chao-čching           | Naomi Broadyová Heather Watsonová                         | 6–3, 6–1                   |
| Vítězka    | 18. | 5. února 2017     | Tchaj-pej, Tchaj-wan                  | tvrdý           | Čan Chao-čching           | Lucie Hradecká Kateřina Siniaková                         | 6–4, 6–2                   |
| Vítězka    | 19. | 18. března 2017   | Indian Wells, Spojené státy           | tvrdý           | Martina Hingisová         | Lucie Hradecká Kateřina Siniaková                         | 7–6(7–4), 6–2              |
| Vítězka    | 20. | 13. května 2017   | Madrid, Španělsko                     | antuka          | Martina Hingisová         | Tímea Babosová Andrea Hlaváčková                          | 6–4, 6–3                   |
| Vítězka    | 21. | 21. května 2017   | Řím, Itálie                           | antuka          | Martina Hingisová         | Jekatěrina Makarovová Jelena Vesninová                    | 7–5, 7–6 (7–4)             |
| Finalistka | 21. | 27. května 2017   | Štrasburk, Francie                    | antuka          | Čan Chao-čching           | Ashleigh Bartyová Casey Dellacquová                       | 4–6, 2–6                   |
| Vítězka    | 22. | 25. června 2017   | Mallorca, Španělsko                   | tráva           | Martina Hingisová         | Jelena Jankovićová Anastasija Sevastovová                 | bez boje                   |
| Vítězka    | 23. | 1. července 2017  | Eastbourne, Spojené království        | tráva           | Martina Hingisová         | Ashleigh Bartyová Casey Dellacquová                       | 6–3, 7–5                   |
| Vítězka    | 24. | 19. srpna 2017    | Cincinnati, Spojené státy (2)         | tvrdý           | Martina Hingisová         | Sie Šu-wej Monica Niculescuová                            | 4-6, 6-4, [10-7]           |
| Vítězka    | 25. | 10. září 2017     | US Open, New York, Spojené státy      | tvrdý           | Martina Hingisová         | Lucie Hradecká Kateřina Siniaková                         | 6–3, 6–2                   |
| Vítězka    | 26. | 30. září 2017     | Wu-chan, Čína                         | tvrdý           | Martina Hingisová         | Šúko Aojamová Jang Čao-süan                               | 7–67–5, 3–6, [10–4]        |
| Vítězka    | 27. | 8. října 2017     | Peking, Čína                          | tvrdý           | Martina Hingisová         | Tímea Babosová Andrea Hlaváčková                          | 6–1, 6–4                   |
| Vítězka    | 28. | 15. října 2017    | Hongkong, ČLR (2)                     | tvrdý           | Čan Chao-čching           | Lu Ťia-ťing Wang Čchiang                                  | 6–1, 6–1                   |
| Finalistka | 22. | 12. ledna 2018    | Sydney, Austrálie                     | tvrdý           | Andrea Sestini Hlaváčková | Gabriela Dabrowská Sü I-fan                               | 3–6, 1–6                   |
| Vítězka    | 29. | 5. července 2018  | San José, Spojené státy               | tvrdý           | Květa Peschkeová          | Ljudmyla Kičenoková Nadija Kičenoková                     | 6–4, 6–1                   |
| Finalistka | 23. | 12. srpna 2018    | Montréal, Kanada                      | tvrdý           | Jekatěrina Makarovová     | Ashleigh Bartyová Demi Schuursová                         | 6–4, 3–6, [8–10]           |
| Finalistka | 24. | 5. ledna 2019     | Brisbane, Austrálie                   | tvrdý           | Čan Chao-čching           | Nicole Melicharová Květa Peschkeová                       | 1–6, 1–6                   |
| Vítězka    | 30. | 12. ledna 2019    | Hobart, Austrálie                     | tvrdý           | Čan Chao-čching           | Kirsten Flipkensová Johanna Larssonová                    | 6–3, 3–6, [10–6]           |
| Vítězka    | 31. | 16. února 2019    | Dauhá, Katar                          | tvrdý           | Čan Chao-čching           | Anna-Lena Grönefeldová Demi Schuursová                    | 6–1, 3–6, [10–6]           |
| Vítězka    | 32. | 29. června 2019   | Eastbourne, Spojené království (3)    | tráva           | Čan Chao-čching           | Kirsten Flipkensová Bethanie Mattek-Sandsová              | 2–6, 6–3, [10–6]           |
| Vítězka    | 33. | 22. září 2019     | Ósaka, Japonsko                       | tvrdý           | Čan Chao-čching           | Sie Šu-wej Sie Jü-ťie                                     | 7–5, 7–5                   |
| Finalistka | 25. | 7. února 2021     | Melbourne, Austrálie                  | tvrdý           | Čan Chao-čching           | Kateřina Siniaková Barbora Krejčíková                     | 3–6, 6–7(4–7)              |
| Finalistka | 26. | 25. února 2023    | Dubaj, Spojené arabské emiráty        | tvrdý           | Čan Chao-čching           | Veronika Kuděrmetovová Ljudmila Samsonovová               | 4–6, 7–6(7–4), [1–10]      |

#### Finále série WTA 125
| Legenda                  |
| ------------------------ |
| D – dvouhra; Č – čtyřhra |
| WTA 125 (0–1 D; 2–0 Č)   |

##### Dvouhra: 1 (1–0)
| Stav       | Č. | Datum             | Turnaj               | Povrch      | Soupeřka ve finále  | Výsledek      |
| ---------- | -- | ----------------- | -------------------- | ----------- | ------------------- | ------------- |
| Finalistka | 1. | 3. listopadu 2014 | Tchaj-pej, Tchaj-wan | koberec (h) | Vitalija Ďjačenková | 6–2, 2–6, 4–6 |

##### Čtyřhra: 2 (2–0)
| Stav    | Č. | Datum             | Turnaj               | Povrch      | Spoluhráčka     | Soupeřky ve finále                    | Výsledek |
| ------- | -- | ----------------- | -------------------- | ----------- | --------------- | ------------------------------------- | -------- |
| Vítězka | 1. | 27. září 2013     | Ning-po, ČLR         | tvrdý       | Čang Šuaj       | Iryna Burjačoková Oxana Kalašnikovová | 6–2, 6–1 |
| Vítězka | 2. | 3. listopadu 2014 | Tchaj-pej, Tchaj-wan | koberec (h) | Čan Chao-čching | Čang Kchaj-čen Čuang Ťia-žung         | 6–4, 6–3 |

## Postavení na konečném žebříčku WTA

### Dvouhra
| Rok    | 2004 | 2005   | 2006  | 2007  | 2008  | 2009  | 2010   | 2011   | 2012   | 2013   | 2014   | 2015   | 2016–2020 |
| Pořadí | 489. | ▲ 219. | ▲ 96. | ▲ 67. | ▼ 68. | ▼ 94. | ▼ 109. | ▼ 132. | ▲ 106. | ▼ 248. | ▲ 212. | ▼ 406. | –         |

### Čtyřhra
| Rok    | 2004 | 2005   | 2006   | 2007 | 2008  | 2009  | 2010  | 2011  | 2012  | 2013  | 2014  | 2015 | 2016  | 2017 | 2018  | 2019  | 2020  |
| Pořadí | 373. | ▲ 148. | ▲ 119. | ▲ 8. | ▼ 17. | ▼ 52. | ▲ 18. | ▼ 42. | ▼ 72. | ▼ 98. | ▲ 36. | ▲ 7. | ▼ 12. | ▲ 1. | ▼ 21. | ▲ 15. | ▬ 15. |